# Eucheria
Eucheria ist der Name einer römischen Lyrikerin, deren Schaffensphase auf Basis ihres verwendeten Vokabulars im späten 5. Jahrhundert oder 6. Jahrhundert angenommen wird. Möglicherweise stammte sie aus Aquitanien.
Über ihr Leben ist nichts mit Sicherheit bekannt, in ihrem einzigen überlieferten Gedicht tritt sie jedoch als Dame von hohem Stand auf: Ihr satirisches Epigramm in 16 elegischen Distichen beginnt mit dem Vers Aurea concordi quae fulgent fila metallo, nutzt viele Adynata und spottet über einen Verehrer von niedrigem Stand, der sie zu heiraten sucht und mit dem sprechenden Namen Rusticus, also der vom Lande, belegt wird. Sie war also möglicherweise Angehörige der spätantiken gallorömischen Aristokratie. Es ist möglich, dass die Eucheria in diesem Gedicht mit der gleichnamigen Ehefrau des Dynamius von Marseille identisch ist, die hier 605 verstorben war. Das Gedicht stellt eines der wenigen bekannten Beispiele eines satirischen Gedichts einer Schriftstellerin dar. Sicher datiert ist die Abfassung vor dem Jahr 690, da Julian von Toledo, Bischof der Stadt von 680 bis 690, in seiner Grammatik Vers 31 aus dem Gedicht zitiert.